# Большой Камаган
Большой Камаган — село в Белозерском районе Курганской области, административный центр муниципального образования «Сельское поселение Камаганский сельсовет».

## География
Село Большой Камаган расположено на южном берегу озера Большой Камаган, в 33 км (38 км по автодороге) к северо-западу от райцентра с. Белозерского и в 56 км (82 км по автодороге) к северу от г. Кургана. В озере Большой Камаган водится рыба карась.

### Часовой пояс
Большой Камаган, как и вся Курганская область, находится в часовой зоне МСК+2. Смещение применяемого времени относительно UTC составляет +5:00.

## История
Деревня возникла между 1745 и 1749 годами, изначально называлась Салтосарайской, так как её жители переселились из Салтосарайской слободы. Впоследствии деревня Камаганская (после появления между 1782 и 1795 годами деревни Малой Камаганской — Больше-Камаганская) иногда называлась Налимова, по фамилии основателя.
В Ведомости Ялуторовского дистрикта Салтосарайской слободы от 25 февраля 1749 года указано, что в деревне Салтосарайской, расположенной над озером Камаганом в 16 верстах от Салтосарайской слободы — 24 двора, в которых крестьян, мужчин в возрасте от 18 до 50 лет 36 человек, у них огнестрельного оружия было 2 винтовки (у Степана Налимова и у Кондратья Смирного).
По данным ревизий 1763 и 1782 деревня Камаганская относилась к Салтосарайской слободе. По данным ревизии 1795 года она относилась к Мендерской волости Курганского уезда Тобольской губернии. По данным ревизии 1816 года деревня относилась к Салтосарайской волости того же уезда. Это административное деление сохранялось до упразднения волостей в 1923 году.
В религиозном отношении деревня относилась к Салтосарайскому приходу (церковь во имя иконы Знамения Пресвятой Богородицы). В 1820 году церковь сгорела. Прихожане построили новую церковь в с. Чашинском, куда был перенесен центр прихода Салтосарайского, которая сгорела в 1833 году. В 1836 году построили новую церковь в слободе Салтосарайской, она сгорела в 1857 году. Не пожелав участвовать в построении новой каменной церкви, жители деревень Пьянковой, Больше-Камаганской, Мало-Камаганской и Налимовой отделились, образовав самостоятельный Пьянковский приход. Но после того, как в 1868 году Пьянковская церковь Святителя Николая Чудотворца сгорела, указом Тобольской духовной консистории от 1871 года Пьянковский приход был снова присоединен к Салтосарайскому и оставался приписным до середины 1885 года, когда он окончательно отделился. Согласно книге «Тобольский епархиальный адрес-календарь» население Салтосарайского прихода в 1901 году составляло 1711 человек. 
В июне 1918 года установлена белогвардейская власть.
9 августа 1919 года красный сводный кавалерийский отряд под командованием Н. Д. Томина переправился через реку Миасс у села Бакланского и развернул наступление в Илецко-Иковских лесах. 10-11 августа красные кавалеристы сражались с белыми в районе деревень Банниковой и Деулиной и отбросили противника на северо-восток. Вскоре Советская власть была установлена в Большом Камагане. Ночью 15 августа 1919 года красный 269-й Богоявленско-Архангельский полк, наступавший в авангарде, двигаясь по дорогам идущим севернее Илецко-Иковского бора, подошел к д. Обабково, где отход белой армии прикрывал 5-й Сибирский казачий полк. Одновременно шло наступление красных севернее Большого Камагана. 16 августа 1919 года красный 2-й батальон 266-го рабочего имени Малышева полка выступил из с. Першина на д. Стенниково, где занял оборону белый 69-й Сибирский полк с батареей из трех 76-мм орудий.
В 1919 году образован Большекамаганский сельсовет, в 1928 году переименован в Камаганский сельсовет.
В годы советской власти жители села работали в колхозе «Новый быт», затем в колхозе им. Фрунзе.

## Население
| 1763 | 1782 | 1795  | 1816  | 1834 | 1850 | 1858 |
| ---- | ---- | ----- | ----- | ---- | ---- | ---- |
| 163  | ↗290 | ↗376  | ↗461  | ↗544 | ↗627 | ↘608 |
| 1869 | 1893 | 1912  | 1926  | 1989 | 2002 | 2010 |
| ↗659 | ↗741 | ↗1010 | ↗1089 | ↘954 | ↘533 | ↘342 |
| 2012 | 2013 | 2014  | 2015  | 2016 | 2017 | 2018 |
| ↘322 | ↘301 | ↘291  | ↘272  | ↘267 | ↘254 | ↘246 |
| 2019 | 2020 |       |       |      |      |      |
| ↘236 | ↘227 |       |       |      |      |      |

Национальный состав.
- По переписи населения 2002 года проживало 533 человека, из них русские  — 95 %.
- По переписи населения 1926 года в д. Большой Камаган (Налимова) проживало 1089 человек, все русские.

## Общественно-деловая зона
- Муниципальное казенное учреждение культуры «Камаганское культурно-досуговое объединение».
- Муниципальное казенное образовательное учреждение «Камаганская начальная общеобразовательная школа».
- Муниципальное казённое дошкольное образовательное учреждение «Камаганский детский сад».
- Камаганский фельдшерский акушерский пункт.
- В 1977 году установлен бюст Героя Советского Союза Налимова Григория Сергеевича. Автор Кузьмин. Рядом установлены плиты с фамилиями погибших в годы Великой Отечественной войны[19]. 22 ноября 2017 году вместо старого открыт новый бюст, изготовленный скульптором Денисом Стритовичем[20]. Местные признаются: не ожидали, что старый, потрескавшийся памятник когда-нибудь заменят на новый, более статный, украшенный наградами. Старожилы Большого Камагана, вспоминая детство, рассказывают, что в каждый День Победы приходили к памятнику Налимова с цветами[21]. Бюст Григория Сергеевича — единственный памятник в селе.
- Мемориальная доска в честь участника Великой Отечественной войны, Героя Советского Союза Григория Сергеевича Налимова, открыта 1 сентября 2015 года в музее бывшей  начальной школы[22].

## Известные жители
- Налимов Григорий Сергеевич, Герой Советского Союза (1915—1945)
- Ермолаев Геннадий Владимирович, скульптор, автор скульптурной серии "Красная книга СССР" , автор первого памятника Налимову Г.С. в селе (1949-1992)